# Gymnopleurus nyankpalaensis
Gymnopleurus nyankpalaensis là một loài bọ cánh cứng trong họ Bọ hung (Scarabaeidae).